# Туре, Фатимата
Фатимата Туре (род. 1956, Гао, Гао) — активистка за права женщин и глава Регионального форума по примирению и миру в Гао, Мали. Она также глава Женской группы действий, исследований, изучения и обучения, которая борется со свищами.
Во время конфликта на севере Мали в конце 1990-х Туре и её коллеги из Ассоциации женщин за мир и развитие убедили повстанцев-туарегов принять участие в переговорах, что привело к обсуждениям и некоторым локальным соглашениям о прекращении огня. Туре была отмечена за свою миротворческую деятельность тем, что она была включена в число 1000 женщин-миротворцев, номинированных группой на Нобелевскую премию мира 2005 года. Во время оккупации Мали в 2012 и 2013 годах, после нападения на больницу в Гао, она помогала пациентам с фистулами переехать и получить медицинскую помощь, а также оказывала помощь и предоставляла приют тем, кто был принуждён к браку или изнасилован. Фатимата также публично высказывалась против гендерного насилия. Она документировала происходящее насилие даже после нападения на её собственный дом.
В 2014 году она получила награду International Women of Courage. Саманта Пауэр, посол США в ООН, упомянула её в речи, которую произнесла в Мали в 2014 году.